# Municipio de South Fork (Dakota del Norte)
El municipio de South Fork (en inglés: South Fork Township) es un municipio ubicado en el condado de Adams en el estado estadounidense de Dakota del Norte. En el año 2010 tenía una población de 11 habitantes y una densidad poblacional de 0,12 personas por km².

## Geografía
El municipio de South Fork se encuentra ubicado en las coordenadas 46°4′30″N 102°3′39″O / 46.07500, -102.06083. Según la Oficina del Censo de los Estados Unidos, el municipio tiene una superficie total de 93.36 km², de la cual 93,36 km² corresponden a tierra firme y (0 %) 0 km² es agua.

## Demografía
Según el censo de 2010, había 11 personas residiendo en el municipio de South Fork. La densidad de población era de 0,12 hab./km². De los 11 habitantes, el municipio de South Fork estaba compuesto por el 100 % blancos. Del total de la población el 0 % eran hispanos o latinos de cualquier raza.